# Campioni italiani assoluti di atletica leggera indoor - Marcia femminile
Questa pagina raccoglie un elenco di tutte le campionesse dell'atletica leggera nella gara dei 3000 metri di marcia indoor, presente ai campionati italiani di atletica leggera al coperto dall'edizione del 1981 e ancora oggi parte del programma della manifestazione.
Nel 1995 la marcia non fu compresa tra le gare dei campionati italiani assoluti di atletica leggera indoor.

## Albo d'oro
| Anno | Atleta (società)                                    | Prestazione           |
| ---- | --------------------------------------------------- | --------------------- |
| 1981 | Giuliana Salce Team Eclas                           | 14'55"36              |
| 1982 | Giuliana Salce Team Eclas                           | 14'02"14              |
| 1983 | Giuliana Salce Team Eclas                           | 13'54"82              |
| 1984 | Giuliana Salce Team Eclas Coop 2001                 | 12'56"70              |
| 1985 | Giuliana Salce Team Eclas                           | 13'01"70              |
| 1986 | Giuliana Salce libera                               | 12'48"96              |
| 1987 | Giuliana Salce CUS Roma                             | 13'01"48              |
| 1988 | Antonella Marangoni ASSI Banca Toscana Firenze      | 13'36"85              |
| 1989 | Ileana Salvador Fiamma Vicenza                      | 12'50"63              |
| 1990 | Ileana Salvador Fiamma Vicenza                      | 12'33"50              |
| 1991 | Annarita Sidoti Tyndaris Caleca                     | 12'25"54              |
| 1992 | Ileana Salvador Sisport Fiat Snia                   | 12'06"54              |
| 1993 | Ileana Salvador Sisport Fiat Torino                 | 11'58"36              |
| 1994 | Annarita Sidoti Tyndaris Caleca                     | 12'01"41              |
| 1995 | Gara non in programma                               | Gara non in programma |
| 1996 | Erica Alfridi Snam                                  | 12'18"74              |
| 1997 | Erica Alfridi Snam                                  | 12'00"13              |
| 1998 | Elisabetta Perrone Gruppo Sportivo Forestale        | 12'16"31              |
| 1999 | Erica Alfridi Snam                                  | 12'39"03              |
| 2000 | Erica Alfridi Snam                                  | 12'10"18              |
| 2001 | Annarita Sidoti SAI Assicura                        | 12'25"97              |
| 2002 | Annarita Sidoti SAI Assicura                        | 12'28"13              |
| 2003 | Elisabetta Perrone Gruppo Sportivo Forestale        | 12'13"00              |
| 2004 | Elisa Rigaudo Gruppi Sportivi Fiamme Gialle         | 11'57"00              |
| 2005 | Elisa Rigaudo Gruppi Sportivi Fiamme Gialle         | 12'09"57              |
| 2006 | Elisa Rigaudo Gruppi Sportivi Fiamme Gialle         | 12'10"61              |
| 2007 | Elisa Rigaudo Gruppi Sportivi Fiamme Gialle         | 12'14"72              |
| 2008 | Elisa Rigaudo Gruppi Sportivi Fiamme Gialle         | 12'10"23              |
| 2009 | Elisa Rigaudo Gruppi Sportivi Fiamme Gialle         | 12'40"75              |
| 2010 | Sibilla Di Vincenzo Assindustria Sport Padova       | 12'42"15              |
| 2011 | Sibilla Di Vincenzo Assindustria Sport Padova       | 12'42"61              |
| 2012 | Eleonora Anna Giorgi Gruppo Sportivo Fiamme Azzurre | 12'53"14              |
| 2013 | Antonella Palmisano Gruppi Sportivi Fiamme Gialle   | 12'53"63              |
| 2014 | Eleonora Anna Giorgi Gruppo Sportivo Fiamme Azzurre | 11'50"08              |
| 2015 | Antonella Palmisano Gruppi Sportivi Fiamme Gialle   | 12'05"68              |
| 2016 | Sibilla Di Vincenzo Bracco Atletica                 | 13'10"99              |
| 2017 | Antonella Palmisano Gruppi Sportivi Fiamme Gialle   | 12'08"83              |
| 2018 | Antonella Palmisano Gruppi Sportivi Fiamme Gialle   | 11'55"30              |
| 2019 | Antonella Palmisano Gruppi Sportivi Fiamme Gialle   | 12'23"15              |
| 2020 | Valentina Trapletti Centro Sportivo Esercito        | 12'53"61              |
| 2021 | Valentina Trapletti Centro Sportivo Esercito        | 12'43"04              |
| 2022 | Simona Bertini ASD Francesco Francia                | 12'55"13              |
| 2023 | Alexandrina Mihai Atletica Brescia 1950             | 12'51"73              |